# Sølv
Sølv er et grundstof med atomtegnet Ag (fra latin argentum, fra urindoeuropæisk h₂erǵ 'skinnende' eller 'hvid') og atomnummeret 47. Det er et blødt, hvidt, skinnende overgangsmetal, med meget høj elektrisk ledningsevne, varmeledningsevne og reflektionsevne for et metal. Metallet findes i Jordens skorpe i sin rene, frie stofform, og som en legering med guld og andre metaller, samt i mineraler såsom argentit og chlorargyrit. Det meste sølv fremstilles som et biprodukt ved raffinering af kobber, guld, bly og zink.
Sølv har længe været et eftertragtet ædelmetal. Sølvmetal anvendes i mange investeringsmønter, somme tider sammen med guld. Mens det findes i rigeligere mængder end guld, så forekommer det sjældnere som et naturligt metal. Dets renhed vurderes typisk på en per-mille-basis; en 94%-ren legering beskrives som "0.940 fin". Som et af de syv metaller, der kendes fra Antikken, har sølv haft en fast rolle i de fleste menneskelige kulturer.
Udover i valuta og som investeringsmedium (mønter og bullion) anvendes sølv også i solcellepaneler, vandfiltrering, smykker, ornamenter, værdifuldt service ("sølvtøj"), i elektriske kontakter og ledere, i specialiserede spejle, vinduesbelægning, i katalyse af kemiske reaktioner, og som farvestof i farvet glas og i specialiseret konfekture. Dets forbindelser anvendes i fotografiske og røntgen-film. Fortyndede opløsninger af sølvnitrat og andre sølvforbindelser anvendes som desinfektionsmidler og mikrobiocider (oligodynamisk effekt), føjes til bandager og sårforbindinger, katetere og andet medicinsk udstyr.

## Egenskaber
I sine fysiske og kemiske egenskaber ligner sølv meget sine to lodrette naboer i gruppe 11 i det periodiske system, kobber og guld. Dets 47 elektroner er arrangeret i konfigurationen [Kr]4d105s1, der ligner kobbers ([Ar]3d104s1) og gulds ([Xe]4f145d106s1); gruppe 11 er en af få grupper i d-blokken, der har et fuldstændigt konsistent sæt af elektronkonfigurationer. Denne særlige elektronkonfiguration, med en enkelt elektron i den højest-besatte s-underskal over en fyldt d-underskal, er grunden til mange af metallisk sølvs entydige egenskaber.
Sølv er et ekstremt blødt duktilt og formbart overgangsmetal, omend det er en smule mindre formbart end guld. Sølv krystalliseres i et kubisk rumcentreret krystalgitter med bulk-koordinationstallet 12, hvor kun den enkeltstående 5s-elektron er delokaliseret, meget lig kobber og guld. I modsætning til metaller med ufuldstændige d-skaller mangler metalbindinger i sølv en kovalent egenskab og er relativt svage. Dette resulterer i sølvs enkeltkrystallerss lave hårdhed og høje duktilitet.
Sølv har en skinnende hvid metallisk glans, der kan påvirkes kraftigt ved polering, og som er så karakteristisk at metallets navn er blevet synonym for en farve - "sølvfarvet". I modsætning til kobber og guld så er den påkrævede energi til at excitere en elektron fra det fyldte d-bånd til s-p-ledningsbåndet i sølv stor nok (omkring 385 kJ/mol) til at den ikke længere svarer til absorption i spektrummets synlige region, men snarere i det ultraviolette; sølv er derfor ikke et farvet metal. Beskyttet sølv har en større optisk reflektionsevne end aluminium på alle bølgelænger, der er større end ~450 nm. På bølgelængder, der er kortere end 450 nm, er sølvs reflektionsevne ringere end aluminiums, og falder til nul omkring 310 nm.
Det er normalt for grundstoffer i gruppe 11 at have meget høj elektrisk og termisk ledningsevne, idet deres enkeltstående s-elektron er fri og ikke interagerer med den fyldte d-underskal, da sådanne interaktioner (som sker i de foregående overgangsmetaller) sænker elektronbevægeligheden. Sølv har den største kontaktmodstand og den bedste elektriske ledningsevne ud af alle metaller - større end kobber - omend kulstofs ledningsevne (i diamant-allotropen) og superflydende helium-4 er endnu højere.. Sølv anvendes dog i praksis sjældent for sin elektriske ledningsevne på grund af de høje omkostninger - en undtagelse er indenfor højfrekvensteknik, især ved VHF og højere frekvenser, hvor sølvplader forbedrer den elektriske ledningsevne, da strømme typisk flyder på overfladen af ledere snarere end gennem deres indre. Under anden verdenskrig anvendte man i USA 13.540 ton sølv til fremstilling af elektromagneter i calutroner til berigelse af uran, hovedsageligt på grund af krigstidens mangel på kobber.
Sølv danner nemt legeringer med kobber og guld, såvel som med zink. Zinksølv-legeringer med lav koncentration af zink kan betragtes som overfladecentrerede kubiske faste opløsninger af zink i sølv, da sølvets struktur er næsten uændret, mens elektronkonfigurationen stiger efterhånden som der tilføjes mere zink. En øgning af elektronkonfigurationen leder til faserne rumcentreret kubisk (elektronkoncentration 1,5), kompleks kubisk (1,615) og heksagonal tætpakket (1.75).

### Isotoper
Naturligt forekommende sølv består af to stabile isotoper, 107Ag og 109Ag, med 107Ag en smulemere udbredt (51,839% af naturlig forekomst). Dette er næsten ligelig fordeling af forekomsten af isotroper, hvilket sjældent ses i det periodiske system. Atomvægten er 107,8682(2) u; denne værdi er meget vigtig på grund af vigtigheden af sølvforbindelser, især halider, indenfor gravimetrisk analyse. Begge sølvisotoper produceres i stjerner via s-processen (langsom neutronindfangning), såvel som i supernovaer via r-processen (hurtig neutronindfangning).
Der er blevet karakteriseret 28 radioisotoper, hvoraf de mest stabile er 105Ag med en halveringstid på 41,29 dage, 111Ag med en halveringstid på 7,45 dage, og 112Ag med en halveringstid på 3,13 timer. Sølv har mange nukleare isomerer, hvoraf de mest stabile er 108mAg (t1/2 = 418 år), 110mAg (t1/2 = 249,79 dage) og 106mAg (t1/2 = 8,28 dage). Alle de tilbageværende radioaktive isotoper har en halveringstid på mindre end en time, og størstedelen af disse har en halveringstid på mindre end tre minutter.
Sølvisotoper har en relativ atommasse, der rækker fra 92,950 u (93Ag) til 129.950 u (130Ag); den primære henfaldstilstand før den mest forekommende stabile isotop, 107Ag, er elektronindfangning og den primære tilstand efter er betahenfald. De primære henfaldsprodukter før 107Ag er isotoper af palladium (grundstof 46), og de primære produkter efter er isotoper af cadmium (grundstof 48).
Palladiumisotopen 107Pd henfalder ved betaudledning til 107Ag med en halveringstid på 6,5 millioner år. Jernmeteoritter er de eneste objekter med et højt nok forhold af palladium-til-sølv til at give målbare variationer i forekomst af 107Ag. Det radiogene 107Ag blev opdaget første gang i Santa Clara-meteoritten i 1978. 107Pd–107Ag-korrelationer, der er blevet observeret i legemer, der med al tydelighed er blevet smeltet siden akkretionen af Solsystemet indikerer at der må have fandtes ustabile nuklider i det tidlige Solsystem.

### Kemiske egenskaber
| Oxideringstrin | Koordinationstal | Stereokemi     | Repræsentativ forbindelse |
| -------------- | ---------------- | -------------- | ------------------------- |
| 0 (d10s1)      | 3                | Plan           | Ag(CO)3                   |
| 1 (d10)        | 2                | Lineær         | [Ag(CN)2]−                |
| 1 (d10)        | 3                | Trigonal plan  | AgI(PEt2Ar)2              |
| 1 (d10)        | 4                | Tetrahedral    | [Ag(diars)2]+             |
| 1 (d10)        | 6                | Octahedral     | AgF, AgCl, AgBr           |
| 2 (d9)         | 4                | Firkantet plan | [Ag(py)4]2+               |
| 3 (d8)         | 4                | Firkantet plan | [AgF4]−                   |
| 3 (d8)         | 6                | Octahedral     | [AgF6]3−                  |

Sølv er et relativt ureaktivt metal, da dets fyldte 4d-skal ikke er særligt effektiv til at skærme de elektrostatiske tiltrækningskrafter fra kernen til den yderstliggende 5s-elektron, og sølv er derfor placeret nær bunden af den elektrokemiske serie (E0(Ag+/Ag) = +0.799 V). I gruppe 11 har sølv den laveste førsteioniseringsenergi (hvilket viser 5s-orbitalens ustabilitet), men har højere anden- og tredjeioniseringsenergier end kobber og guld (hvilket viser 4d-orbitalernes stabilitet), og sølvets kemi er derfor hovedsageligt i et oxidationstrin på +1, hvilket viser det gradvist mere begrænsede interval af oxidationstrin langs overgangsserien, da d-orbitalerne fyldes og stabiliseres. For kobber forklarer Cu2+'s store hydrationsenergi sammenlignet med Cu+ hvorfor den førstnævnte er mere stabil i vandholdige opløsninger og fastform på trods af manglen på sidstnævntes stabile, fyldte d-underskal. I sølv bliver denne effekt dog tilsidesat af dets store andenioniseringsenergi, og følgelig er Ag+ den stabile art i vandige opløsninger og fastform, mens Ag2+ er meget mindre stabil, da den oxiderer vand.
De fleste sølvforbindelser har tydelige kovalente egenskaber på grund af sølvs lille størrelse og høje første ioniseringsenergi (730,8 kJ/mol). Derudover er sølvs Pauling-elektronegativitet på 1,93 højere end blys (1,87) og dets elektronaffinitet på 125,6 kJ/mol er meget højere end brints (72,8 kJ/mol) og kun lidt under ilts (141,0 kJ/mol). På grund af dets fulde d-underskal udviser sølv i dets primære +1-oxidationstrin relativt få egenskaber fra de egentlige overgangsmetaller fra gruppe 4 til 10, danner relativt ustabile metalorganiske forbindelser, danner lineære komplekser, der viser meget lave koordinationstal såsom 2, samt danner et amfotært oxid såvel som Zintl-faser ligesom andre metaller. Sølvs +1-oxidationstrin er, i modsætning til de foregående overgangsmetaller, stabilt selv i manglen på π-acceptorligander.
Sølv reagerer ikke med luft, selv når det er rødglødende, og blev derfor af alkymister anset som et ædelmetal på linje med guld. Dets reaktivitet ligger mellem kobbers (som danner kobber(I)oxid når det opvarmes i luften til rød varme) og gulds. Sølv reagerer, ligesom kobber, med svovl og dets forbindelser, som misfarver det i luften og danner sølvsulfid (kobber danner i stedet det grønne sulfat, mens guld slet ikke reagerer). I modsætning til kobber så vil sølv ikke reagere med halogener, med undtagelse af fluorgas, som det danner difluorid med. Selvom sølv ikke angribes af ikke-oxiderende syrer så vil det stadig kunne opløses i varm, koncentreret svovlsyre, såvel som i fortyndet eller koncentreret salpetersyre. Ved tilstedeværelsen af luft, og især ved tilstedeværelsen af brintoverilte, vil sølv nemt opløses i vandige opløsninger af cyanid.
Historiske sølvartefakter er typisk blevet forringet på tre primære måder: misfarvning, dannelse af sølvklorid pga. længerevarende nedsænkning i saltvand samt gennem reaktioner med nitrationer eller ilt. Frisk sølvklorid er bleggult og bliver lilla ved at blive udsat for lys; det projicerer en smule fra artefaktens overflade. Udfældningen af kobber i oldtidens sølv kan anvendes til at datere artefakter, da kobber næsten altid er en bestanddel i sølvlegeringer.
Sølvmetal kan angribes af stærke oxidationsmidler såsom kaliumpermanganat (KMnO4) og kaliumdichromat (K2Cr2O7), samt ved tilstedeværelsen af kaliumbromid (KBr). Disse forbindelser anvendes indenfor fotografering til at blege sølvbilleder idet man konverterer dem til sølvbromid, der enten kan fastsættes med thiosulfat eller genudvikles og dermed intensivere det oprindelige billede. Sølv danner cyanidkomplekser (sølvcyanid), der er opløselige i vand ved tilstedeværelsen af et overskud af cyanidioner. Sølvcyanidopløsninger kan anvendes til galvanisering af sølv.
Sølvs mest udbredte oxidationstrin er (fra mest til mindst udbredt): +1 (den mest stabile tilstand; for eksempel sølvnitrat, AgNO3); +2 (stærkt oxiderende; for eksempel sølv(II)fluorid, AgF2); og meget sjældent +3 (ekstremt oxiderende; for eksempel kaliumtetrafluoroargentat(III), KAgF4). +1-tilstanden er langt den mest udbredte, fulgt af den let reducerbare +2-tilstand. For at opnå +3-tilstanden kræve meget stærke oxidationsmidler såsom fluor eller peroxodisulfat, og nogle sølv(III)forbindelser reagerer med atmosfærisk fugt og angriber glas. Sølv(III)fluorid opnås normalt ved at få sølv eller sølvmonofluorid til at reagere med det stærkeste kendte oxidationsmiddel, kryptondifluorid.

## Anvendelser
Ud af verdensproduktionen af sølv i 2001 gik 40 procent til industrielle formål, 33 procent til fremstilling af smykker, 24 procent til fotografiske artikler, og blot 3 procent til mønter og medaljer.

### Sølv som ædelmetal
Sølv har længe været anvendt som ædelmetal til fremstilling af kostbare genstande, der afspejlede deres ejers rigdom og status. Smykker og sølvtøj fremstilles traditionelt af sterlingsølv, som består af 92,5 % rent sølv og 7,5 % andre metaller, almindeligvis kobber. Denne legering er hårdere end det rene sølv og smelter ved en lavere temperatur end både sølv og kobber "for sig". En anden tilsvarende sølvlegering er britanniasølv, som indeholder 95,84 % sølv mens de resterende 4,16 % igen typisk udgøres af kobber. En tredje, patenteret sølvlegering, argentium-sterlingsølv, indeholder germanium og er modstandsdygtig over for misfarvning, når det udsættes for ild og/eller høje temperaturer.

### Sølv som betalingsmiddel
I Lydien brugte man omkring 700 f.Kr. mønter lavet af elektrum, en naturligt forekommende legering af sølv, guld og små mængder kobber og andre metaller – først senere raffinerede man 'rent' sølv og brugte dette til mønter. I dag bruger mange lande en sølvstandard som målestok for penge-værdier, og på mindst 14 sprog bruger man samme ord for "sølv" og "penge", og "pundet" i engelske pund refererer til, at denne mønthenhed oprindeligt svarede til ét "troy pound" sølv. ISO 4217-standarden, der fastlægger standardiserede forkortelser for verdens forskellige valutaer, omfatter også forkortelsen XAG for sølvbarrer.

### Tekniske anvendelser
I legeringer til brug ved slaglodning og lodning inden for elektronikken indgår sølv, i sidstnævnte tilfælde blandt andet på grund af dets gode elektriske ledeevne.
Mens almindelige spejle normalt anvender et lag af aluminium til at danne den spejlende flade, bruger man i stedet sølv i spejle til krævende opgaver.. Sølv (eller undertiden guld) bringes til at fordampe, hvorefter det afsættes som et tyndt lag på den ene side af en glasplade. Ved at anvende et særlig tyndt metallag får man 'tonede' ruder, der lader en del af lyset gå igennem, mens resten reflekteres som i et 'normalt' spejl.
Sølv fungerer også som katalysator for iltningsprocesser, for eksempel fremstillingen af formaldehyd ud fra metanol og luft ved brug af krystaller eller 'ark' af 99,95 % rent sølv. Dertil er sølv formodentlig den eneste katalysator, der kan ilte ethylen til ethylenoxid; en vigtig reaktion i fremstillingen af polyester.

### Film og fotografering
Visse sølvforbindelser, herunder sølvnitrat og forbindelser mellem sølv og halogener, er lysfølsomme og kan fastholde et aftryk af lys og anden stråling, der falder på dem. Denne egenskab har traditionelt været udnyttet blandt andet i film, fotopapir og dosimetre.

### Elektriske anvendelser
Selv om sølv leder elektrisk strøm marginalt bedre end kobber, er prisen normalt for høj til, at det kan betale sig at udnytte det i elektriske ledninger. Men under 2. verdenskrig udnyttedes sølvs gode ledeevne i elektromagneter i forbindelse med berigning af uran, primært fordi kobber var en mangelvare på det tidspunkt. En anden undtagelse er kabler til hi-fi-udstyr, om end fordelene ved at bruge sølv frem for kobber her er tvivlsomme. I elektriske kontakter til brug med høje elektriske spændinger bruges sølv-cadmium-oxid, da dette stof er modstandsdygtigt over for de lysbuer, der dannes, når sådanne kontakter sluttes og brydes. Sølv har også været benyttet som et tyndt overtræk på elektriske spoler til højfrekvens; da højfrekvens navnlig fordeler sig på overfladen af en leder, kan man udnytte sølvets højere ledningsevne.
Sølvoxid bruges til batterier.

### Medicinske anvendelser
Sølv udviser den samme giftighed over for en lang række bakterier, vira, alger og svampe som andre tungmetaller som bly og kviksølv, men er modsat disse metaller ikke giftig for mennesker og kan derfor slå mange af disse mikroorganismer ihjel in vitro. Dertil er det, modsat antibiotika, meget få mikroorganismer, der kan udvikle resistens over for sølv. Præcis hvordan sølvet bærer sig ad med dette, er endnu ikke helt klarlagt.
Lægevidenskabens grundlægger Hippokrates beskrev sølvs helende og sygdomsbekæmpende egenskaber, og at fønikerne brugte beholdere af sølv til vand, vin og eddike for at forlænge indholdets holdbarhed. Tilsvarende puttede sømænd på lange togter til søs sølvmønter i tønder med vand og vin, og i begyndelsen af det 20. århundrede puttede folk ofte en sølvmønt i flaskerne med mælk, i begge tilfælde med det formål at forlænge holdbarheden. Sølvets mikrobedræbende virkning er naturligvis også en oplagt fordel i forbindelse med bestik og smykker af sølv.
Under 1. verdenskrig havde man held med at bekæmpe og behandle infektioner med sølvnitrat; dette var før antibiotika blev opfundet, om end dette stof siden hen blev afløst af sølvsulfadiazin; et stof, der desuden blev brugt som standard-behandling af alvorlige brandsår helt til slutningen af det 20. århundrede. I dag suppleres behandlingen med sølvholdige forbindinger.
Antibiotika overtog hurtigt behandlingen af mange af de infektioner, man tidligere havde brugt sølvholdige forbindelser imod, men på det seneste har der været fornyet interesse for sølv som bredspektret anti-mikrobielt middel, for eksempel i sølvholdige biologiske polymerer til behandlingen af sår, og glas med sølvoverflade til bakteriedræbende hospitalsudstyr.
Sølvnitrat benyttes under betegnelsen helvedessten til ætsning af granulationsvæv, såkaldt "dødt kød", og vorter.
Sølvholdige opløsninger og andre produkter lanceres også som alternativ medicin mod en lang række dårligdomme. Selv om de fleste er uskadelige, er der tilfælde af, at overdreven brug af disse midler har ført til argyria; sølvforgiftning.

### Beklædning
Sølvs antimikrobielle virkning udnyttes også i antibakterielt tøj, hvor man dels kan indlejre sølv-ioner i de polymerer, klædet er lavet af, dels forsyne almindelige tøjfibre med et overfladelag af sølv. I begge tilfælde bekæmpes væksten af en lang række bakterier og svampe, samtidig med at sølv ikke generer bærerens hud.
Ny dansk forskning med udgangspunkt i tarmceller viser dog, at brugen af de små sølvpartikler, nanosølv, kan have potentielt skadelige virkninger for menneskekroppen. Når nanosølvet er tilpas småt, optager cellerne nemlig sølvet, hvilket medfører ændringer i cellen. Det er endnu for tidligt at sige, hvilke konsekvenser dette har i et helt livsforløb, hvor man bliver udsat for nanosølv i stadig flere forbrugerprodukter som sportstøj, fødevareemballage og kosmetik, men forskere advarer om effekten, da nanosølvet lagres i kroppen og derved hober sig op. 

### Fødevarer
I Indien kan man finde fødevarer, specielt slik, som er dekoreret med et tyndt lag sølv på overfladen, kaldet vark. Denne anvendelse klassificeres som et farvestof i E-nummer-systemet, hvor sølv har nummer E-174. I Australien er brug af sølv i fødevarer forbudt.

## Forekomst og udvinding
Sølv findes i naturen dels som frit, metallisk sølv, ofte i selskab med andre stoffer som svovl, arsen, antimon og klor, samt i kemisk forbindelse med andre stoffer i forskellige mineraler. Den væsentligste kilde til sølv er malm af kobber, nikkel, guld, bly og zink, som udvindes i Mexico, Peru, Kina og Australien. I Peru og Mexico har man udvundet sølv siden 1546.
Sølv udvindes også som et biprodukt af udvindingen af andre metaller, herunder kobber og bly. Kommercielt finsølv har almindeligvis en renhed på 99,9 %, men fås også i en renhed op til 99,999 %.

## Historie
Mennesket har kendt til sølv siden forhistorisk tid. Det nævnes i Første Mosebog, og slaggedynger fundet i Lilleasien samt på øer i det Ægæiske Hav tyder på, at man disse steder har skilt sølv fra bly allerede 4.000 år før Kristus.

### Prisen på sølv
Vægt for vægt er sølv prismæssigt cirka 70 gange dyrere end kobber og cirka 50 gange billigere end guld. Indtil de store forekomster i den nye verden i nord- og Sydamerika blev opdaget, var sølvprisen højere; mellem en sjettedel og en tolvtedel af prisen på guld. I løbet af de sidste 100 år har prisen svinget voldsomt som følge af blandt andet skiftende industrielle behov og på grund af ulovlig manipulation af prisen via sølvfutures-futures markedet og SLV. I 1980 nåede sølvprisen rekordhøjder med 49,45 amerikanske dollar per troy ounce, men ved udgangen af 2001 var prisen for samme mængde faldet til blot 4,15 dollars, for så at stige igen til 15,21 $/ounce i maj 2006.

## Symbolik
Sølv forbindes med månen, på grund af farven, og dermed med måneguddommene og hører til Jomfru Maria.
Det blev tidligere forbundet med borgerlig velstand.
Førhen kaldtes sølv i Mexico for hvidt gøgemøg og blev betragtet som månegudens udsondring.
I alkymistiske tekster forbindes sølv med månegudinden Luna.
Romerske præster gravede sølvstatuer ned for at holde barbarfolket borte. I folketroen anså man sølv som dæmon-afværgende. Sølvkugler i geværer kunne såre og dræbe vejrhekse.
Det ældste sølvfund i Norden er Gundestrupkedlen fra Himmerland, som vejer næsten 9 kilo.
I drømme er sølv symbol på positive kvindelige værdier, i mænds drømme for animaen. I auraen repræsenterer sølv stor styrke, original og rensende kraft.
Astrologisk hører sølv til stjernetegnet krebsen.
Heraldisk er sølv som regel synonymt med hvid – dog ses de to undertiden som hver sin tinktur i iberisk heraldik.
Nummer to i de Olympiske Lege og ved mesterskaber får sølvmedaljer.
Sølvbryllup afholdes efter 25 års ægteskab.

## Isotoper af sølv
Naturligt forekommende sølv består for 51.839 procents vedkommende af isotopen 107Ag, og 48.161 procent af isotopen 109Ag. Dertil kendes 28 radioaktive sølvisotoper, hvoraf 105Ag (med en halveringstid på 41,29 døgn), 111Ag (halveringstid 7,45 døgn) og 112Ag (halveringstid 3,13 timer) er de mest langlivede. De øvrige sølvisotoper har alle halveringstider på mindre end en time, og de fleste under 3 minutter. Dertil findes der talrige nukleare isomerer af sølv, hvoraf 108mAg har den længste halveringstid; 418 år.